# Słońce w sieci
Słońce w sieci (Slnko v sieti) – czechosłowacki dramat filmowy z 1962 roku w reżyserii Štefana Uhera, uznawany za fundatorskie dzieło czechosłowackiej Nowej Fali.
Bohaterami Słońca w sieci są Fajolo (Marián Bielik) i Bela (Jana Beláková), młodzi ludzie, którzy swoją cyniczną postawą wobec otoczenia wyrażają zagubienie i skrywają wrażliwość. Owa relacja staje się dla reżysera pretekstem dla narysowania atmosfery ówczesnej Bratysławy i jej okolic. Czarno-białe zdjęcia do filmu, realizowane z użyciem kamery o długiej ogniskowej, zrealizował Stanislav Szomolányi. Muzykę do Słońca w sieci skomponował Ilja Zeljenka.
Słońce w sieci, mimo że było realizowane na Słowacji (w Bratysławie i Nitrianskiej Blatnicy), okazało się dziełem prekursorskim dla całej kinematografii czechosłowackiej pod względem podejmowanej tematyki. W centrum zainteresowania Uhera znalazły się problemy młodzieży i rozpad więzi rodzinnych, a zdjęcia realizowane z dala od głównych bohaterów uwypuklały pozorny cynizm młodzieńców. Słońce w sieci pod względem obyczajowym zrywało też radykalnie z poetyką realizmu socjalistycznego; Fajolo z niechęcią, bez entuzjazmu przystępował do ochotniczego hufca pracy, traktując ów obowiązek jako marnowanie swego czasu.  
Film zawierał również elementy poetyckie, lirycznie bowiem ukazywał przestrzeń blokowisk z trzaskającymi bramami oraz wszechobecnymi antenami telewizyjnymi na dachach. Tytułowe słońce w sieci stanowi ujęcie, w którym widz obserwuje Fajola przez sieć rybacką, co dodatkowo podkreśla izolację młodzieńca od otoczenia. Film Uhera był też jednym z pierwszych w Czechosłowacji, w których zastosowano poetykę realizatorską cinéma-vérité. Co więcej, portertując moment seksualnej inicjacji głównych bohaterów, Słońce w sieci zapowiadało powstanie innych swobodnych obyczajowo filmów czechosłowackiej Nowej Fali. Mimo swego prekursorskiego charakteru Słońce w sieci nie znalazło jednak rozdźwięku poza Czechosłowacją, do czego mógł się przyczynić negatywny obraz pogrążonego w marazmie społeczeństwa słowackiego, a jednocześnie brak wyraźnego politycznego przesłania .